# Жозье
Жозье́ (фр. Jausiers, окс. Jausièr) — коммуна во Франции, находится в регионе Прованс — Альпы — Лазурный Берег. Департамент коммуны — Альпы Верхнего Прованса. Входит в состав кантона Барселоннет. Округ коммуны — Барселоннет.
Код INSEE коммуны — 04096.

## Население
Население коммуны на 2008 год составляло 1068 человек.
| 1962 | 1968 | 1975 | 1982 | 1990 | 1999 | 2008 |
| ---- | ---- | ---- | ---- | ---- | ---- | ---- |
| 696  | 628  | 681  | 747  | 860  | 896  | 1068 |

## Экономика
В 2007 году среди 626 человек в трудоспособном возрасте (15—64 лет) 471 были экономически активными, 155 — неактивными (показатель активности — 75,2 %, в 1999 году было 73,9 %). Из 471 активных работали 451 человек (240 мужчин и 211 женщин), безработных было 20 (11 мужчин и 9 женщин). Среди 155 неактивных 33 человека были учениками или студентами, 66 — пенсионерами, 56 были неактивными по другим причинам.

## Достопримечательности
- Водяная мельница
- Фонтан Саньер
- Шато Маньян (1903—1913 года) в готическом стиле
- Приходская церковь Св. Иоанна Крестителя
- Музей воды
- Музей долины
- Солнечные часы (XVIII век)

## Города-побратимы
- Арновилл (Луизиана, США)

## Фотогалерея

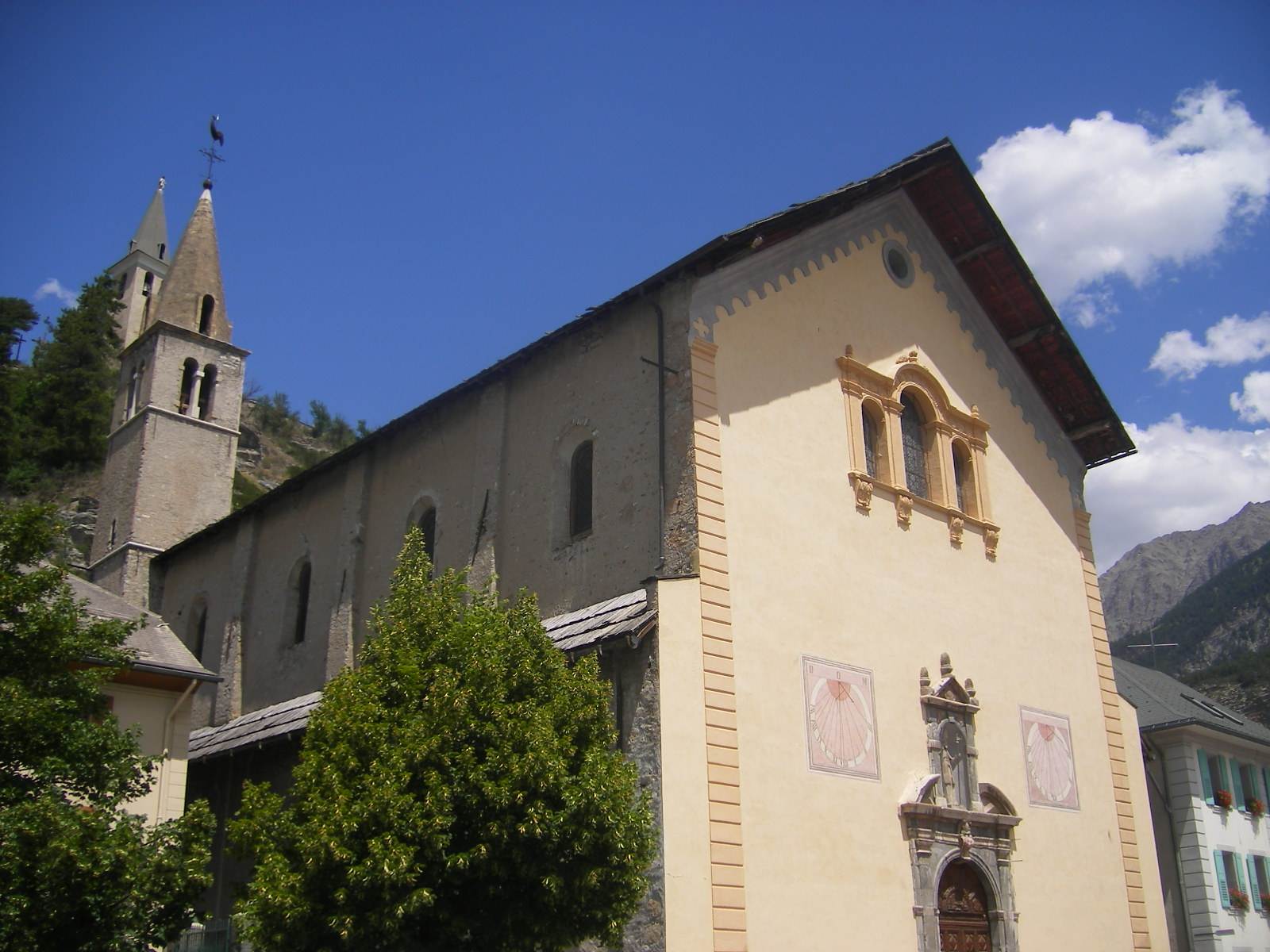
Церковь Сен-Никола-де-Мир
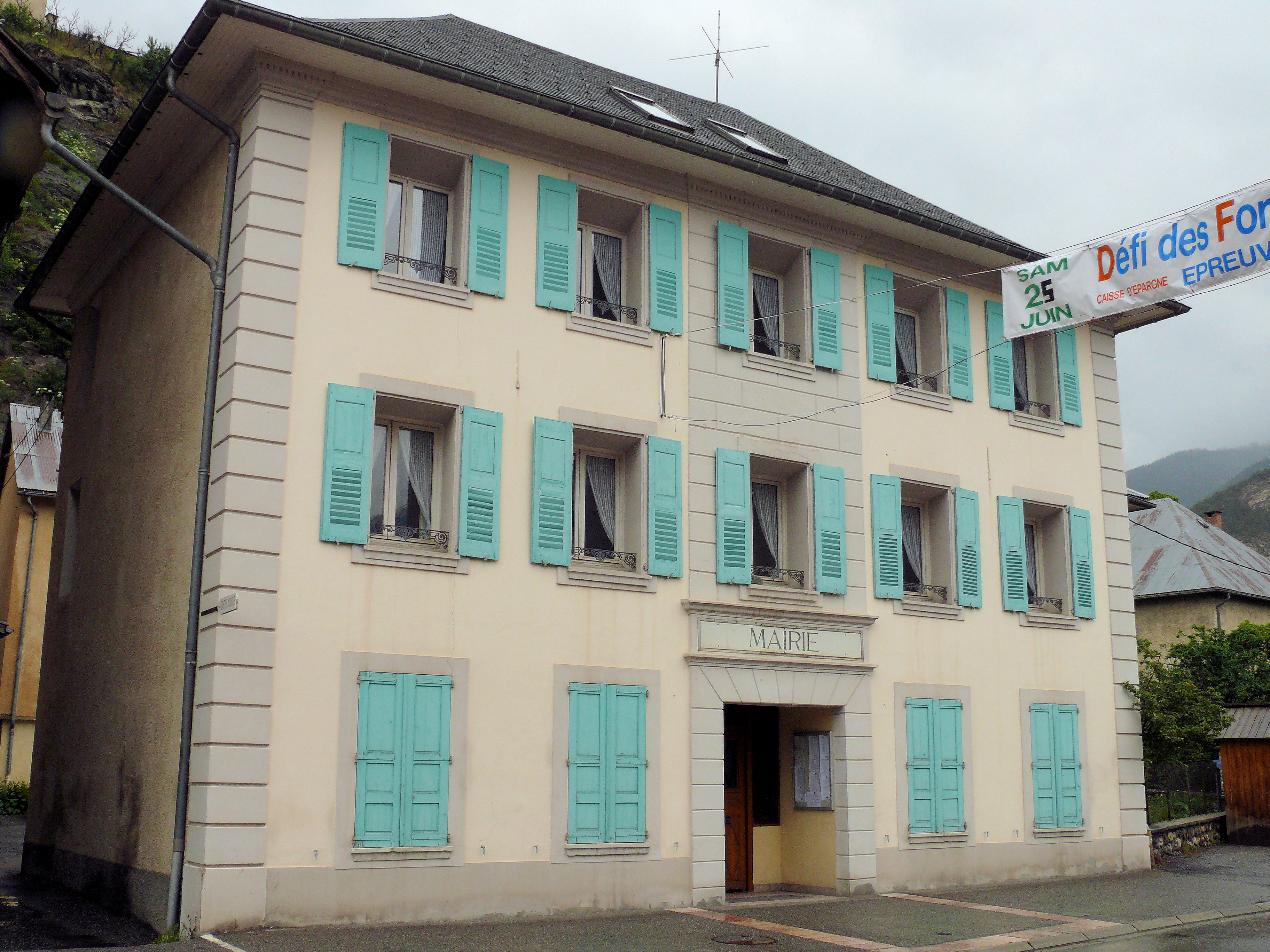
Мэрия
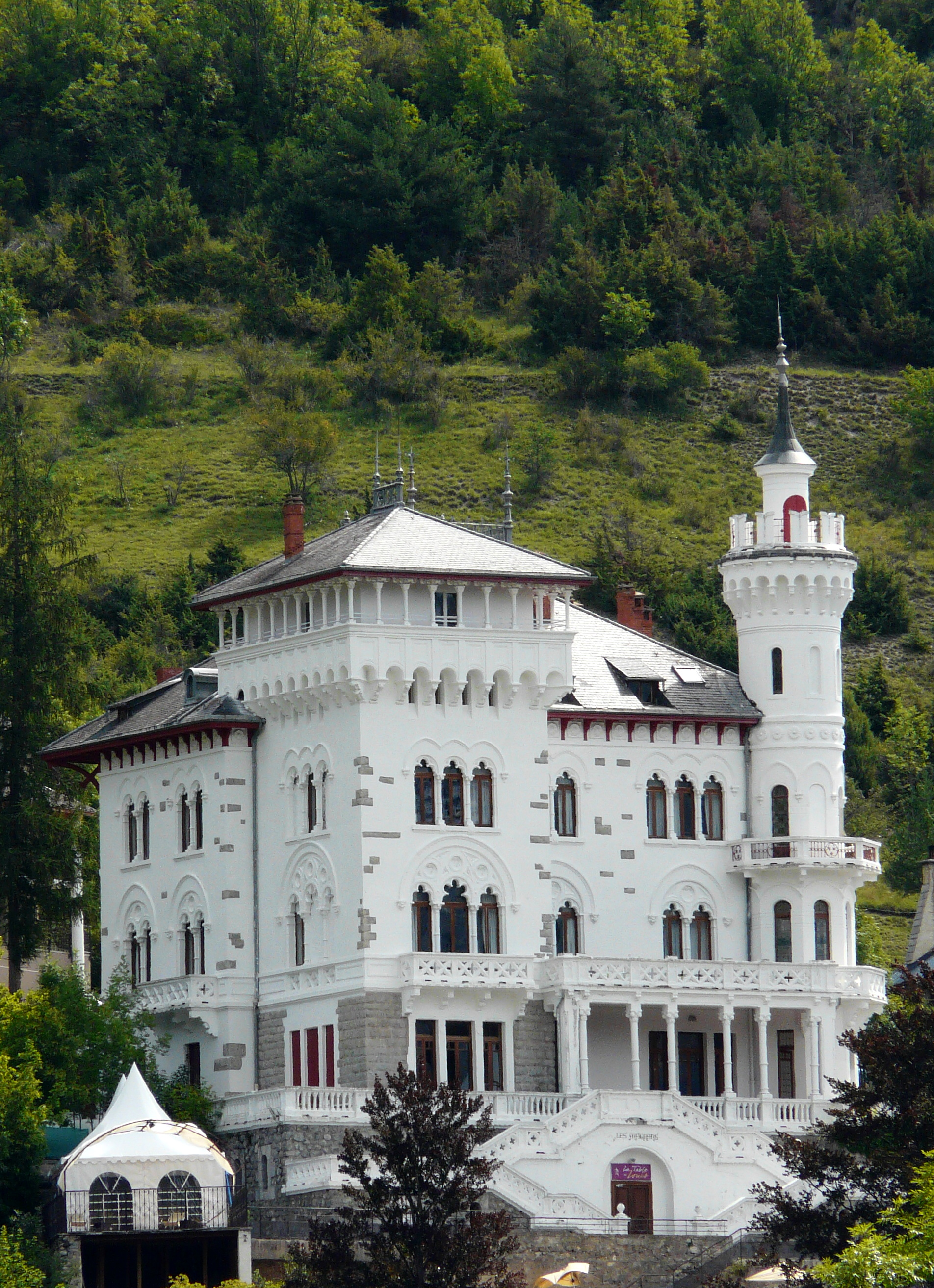
Шато Маньян
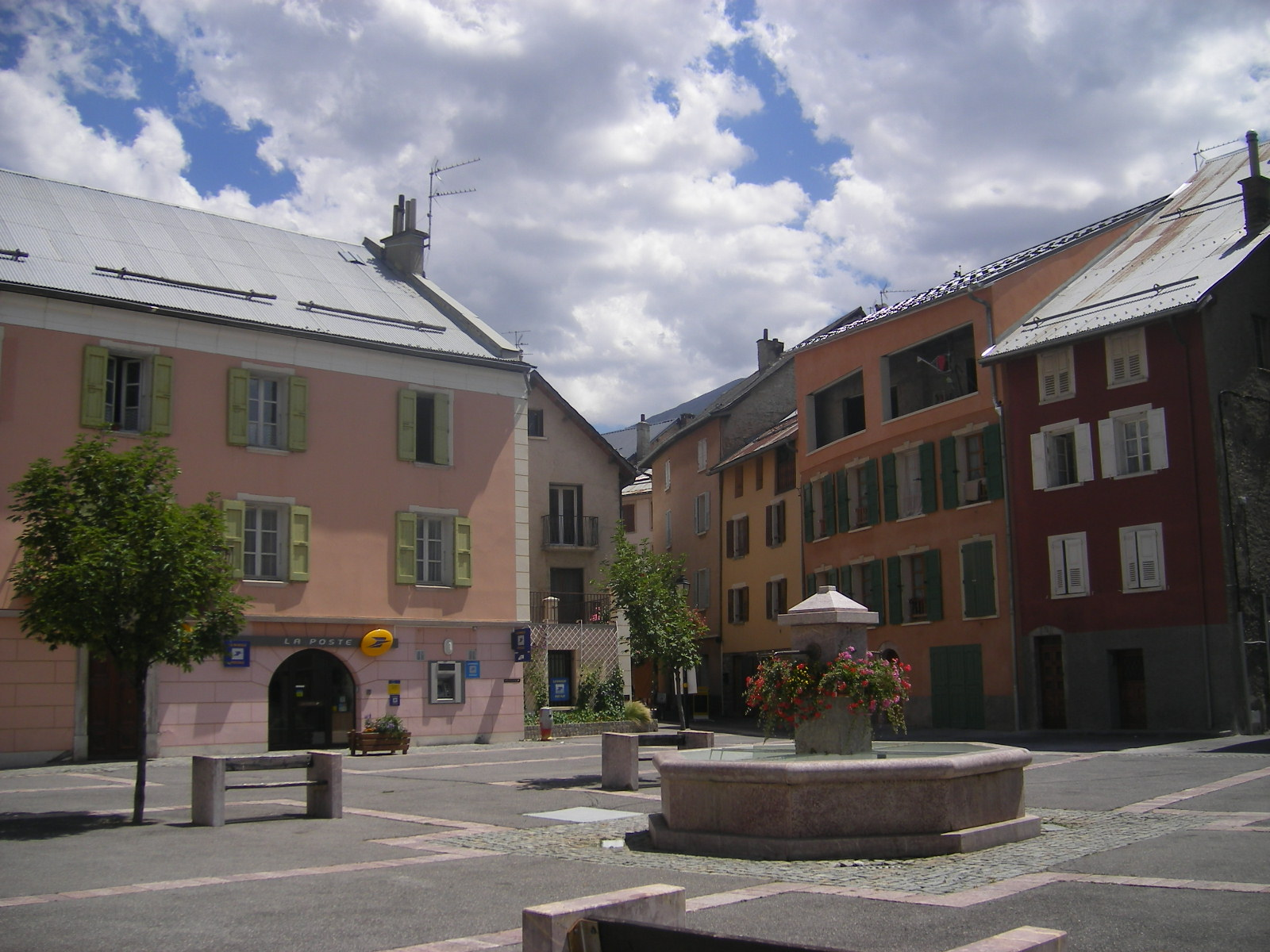
Фонтан Саньер